# Kõmsi
Kõmsi är en by i västra Estland. Den ligger i Lääneranna kommun och landskapet Pärnumaa, 110 km sydväst om huvudstaden Tallinn. Kõmsi ligger 17 meter över havet och antalet invånare är 155. Byn tillhörde Hanila kommun och landskapet Läänemaa fram till kommunreformen 2017.
Terrängen runt Kõmsi är mycket platt. Runt Kõmsi är det mycket glesbefolkat, med 7 invånare per kvadratkilometer. Närmaste större samhälle är Virtsu, 10,1 km sydväst om Kõmsi. Omgivningarna runt Kõmsi är en mosaik av jordbruksmark och naturlig växtlighet.